# ケアベア

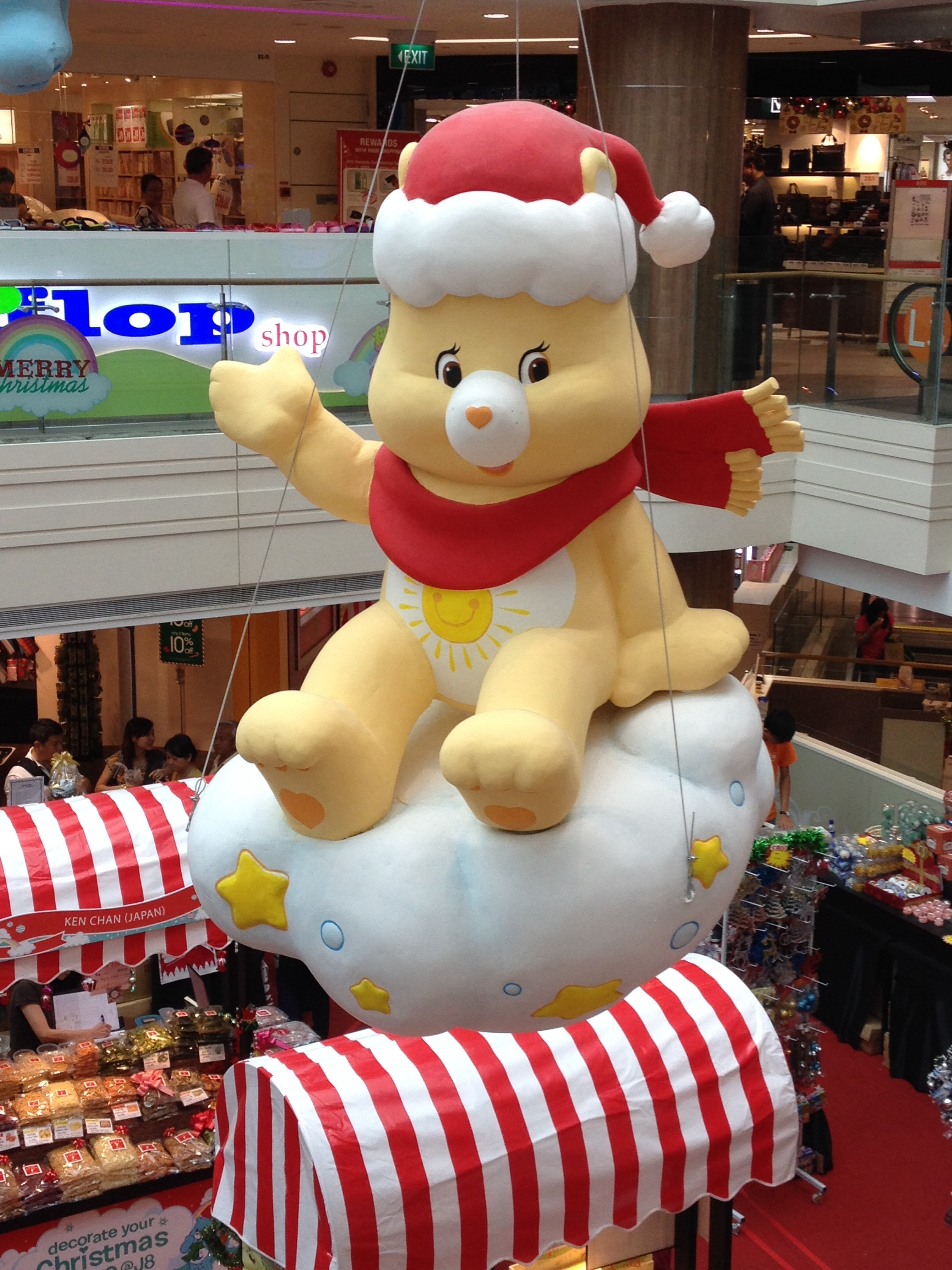
ファンシャインベアのアドバルーン。2013年12月1日にシンガポールのジャンクション8にて撮影。

ケアベアは、アメリカを中心に世界各国に展開している、一連のクマのキャラクターの総称。1980年代前半に、アメリカで誕生した。

## 概要
ケアベアは普段は「Care-a-Lot」(ケア・ア・ロット)という雲の上の国に住んでいて、子供たちが安心して成長出来るように見守っている。一人ひとり違った使命を帯びており、子供たちが大切な心を忘れた時には「ケア」（Care）しにやってくる。

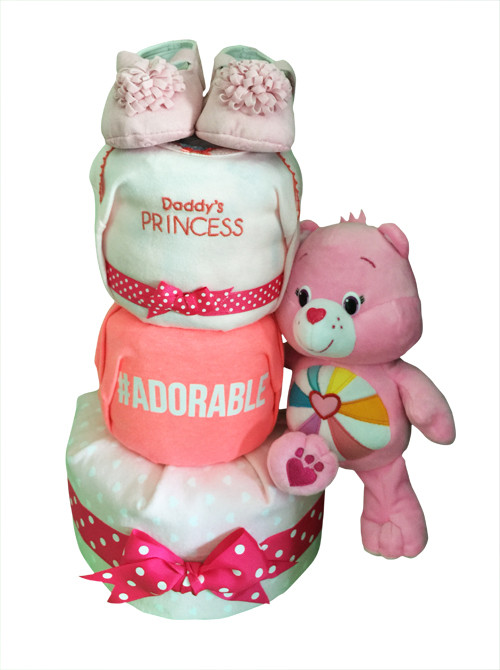
チアベアおむつケーキ(出産祝いのプレゼント)

日本でも有名な「チアベア」以下、現在36種類のケアベアが発売されたが　生産中止でレアになっているものも多い。日本をテーマにした「スイートサクラベア」も作られ、日本での人気ぶりをうかがい知ることが出来る。

## キャラクター
- テンダーハートベア
- チアベア
- グランピーベア
- ファンシャインベア
- ラブアロットベア
- フレンドベア
- バースデーベア
- チャンプベア
- シェアベア
- グッドラックベア
- ベッドタイムベア
- ウィッシュベア
- ハーモニーベア
- シークレットベア
- サプライズベア
- グラムズベア
- ベイビーハグズベア
- ベイビータグズベア
- テイクケアベア
- トゥルーハートベア
- ドゥーユアベストベア
- バッシュフルハートベア
- ラフアロットベア
- サンクスアロットベア
- ベストフレンドベア
- ホープフルハートベア
- シャインブライトベア
- スーパースターベア
- ハートソングベア
- スウィートドリームベア
- ワークオブハートベア
- プレイアロットベア
- アミーゴベア
- ウープシーベア
- スパークルハートベア

公式ホームページに個々のケアベアたちの意味が紹介されている。

## ケアベアの歴史
1981年にアメリカン・グリーティングスによって作られた、グリーティングカードの絵柄が始まりで、元々のイラストはエレナ・クチャリックが描いていた。1983年にケナー・プロダクツがケアベアの形態をテディベアに変更した。

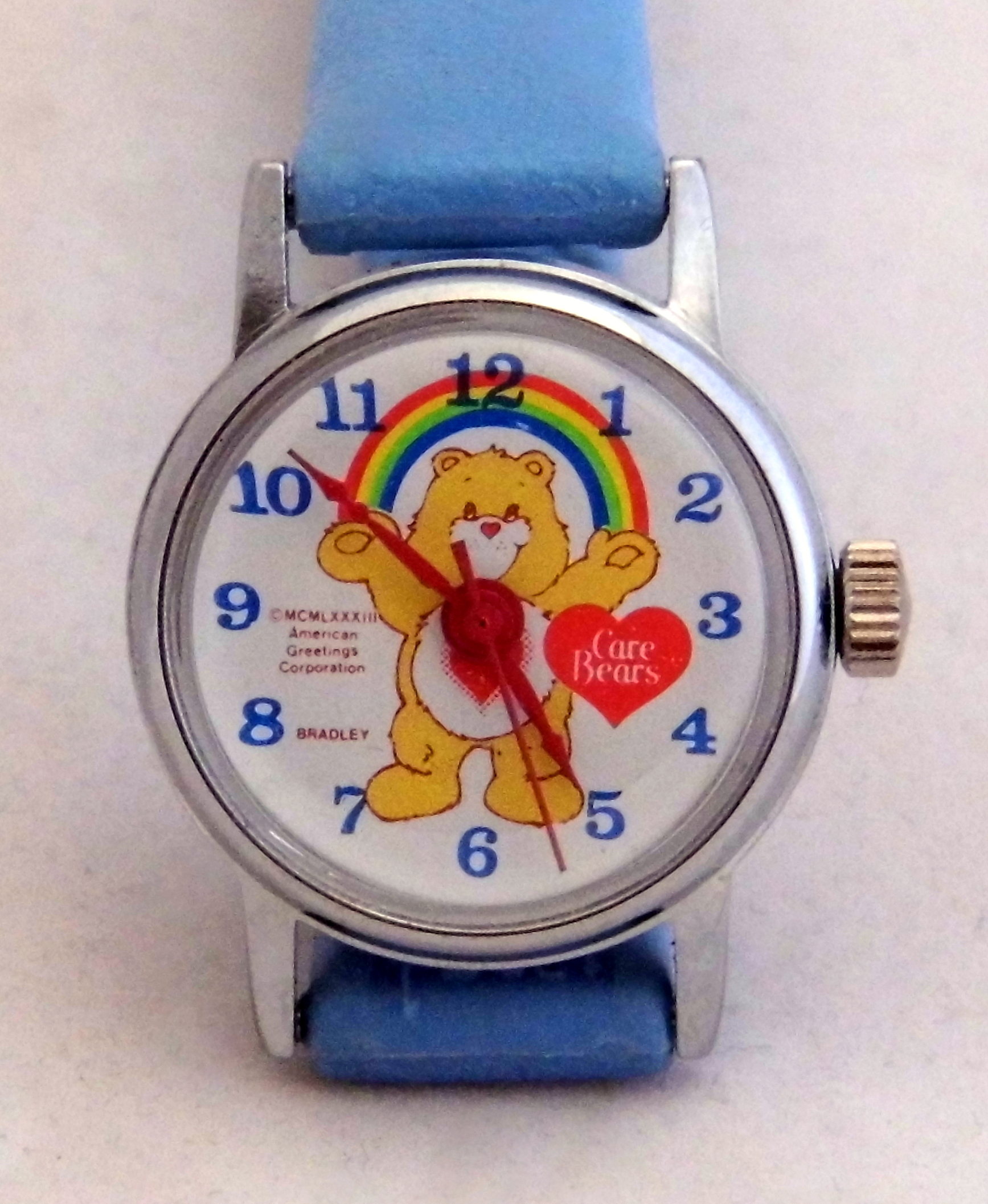
テンダーハートベア腕時計

すべてのクマはそれぞれ違った色をしており、臍のあたりに彼らの役割や人格などをしるしたシンボルがある。これは"tummy symbol(おなかのシンボル)"として知られていたが、2007年の映画『ケアベア　ずっこけベアの大冒険』では、"belly badges(おへそのバッジ)"に変更された。
1985年にはケアベアカズンズというケアベアの姉妹版のキャラクターが生まれ、このようなキャラクターにはテディベアのスタイルが用いられたライオンやサル、ペンギン、ウサギなどがいる。ケアベアのテレビシリーズは1985年から1988年まで放送され(『ケアベアーズ』(1985)、『ケアベアーズ・ファミリー』 (1986–88)、等)、その間に『ケアベアーズムービー』（1985）、『おとぎの星のこぐまたち』（1986）、『不思議の国のケアベア アドベンチャー』（1987）という3本の劇場版が公開された。
2002年、ケアベアはデザイン変更がなされ、2007年に25周年としてPlay-Along Toysによって製作・販売されたラインナップには蓄光ベアや触るとへそが光るベア、エアロビック・ベアなどがリリースされ、この間『ケアベア：ジョークタウンへの旅』（2004）と『ケアベア お願いベアの願いごと! 』（2005）というコンピュータアニメーションを用いたOVAが公開された。
テレビシリーズ『ケアベアーズ：ジョークタウンへの冒険』 (2007–08)、『ケアベアーズ：Care-a-lotへようこそ』 (2012)、『ケアベア カズンズ』(2015–16)、『ケアベア：魔法のロックを解除する』(2019–2020)放送｡
OVA『ケアベア：シェアベア・シャイン』（2010）、『ケアベアーズ：ギビング・フェスティバル』（2010）制作｡
2008年現在でも、ケアベアの市場展開は行われている。ケアベアの商標およびキャラクターデザインの著作権はアメリカン・グリーティングスの子会社 Those Characters from Clevelandが所有している。しかし、2008年7月27日、ケアベアとストロベリー・ショートケイクの権利を同年9月30日クッキー・ジャー・エンタテインメントに売ることを発表した。2008年11月現在、契約がうまくいったかどうかは不明である。しかし、2008年11月、アメリカン・グリーティングスがケアベアのデザインのマイナーチェンジを行うと発表した。

## アメリカ国外での展開

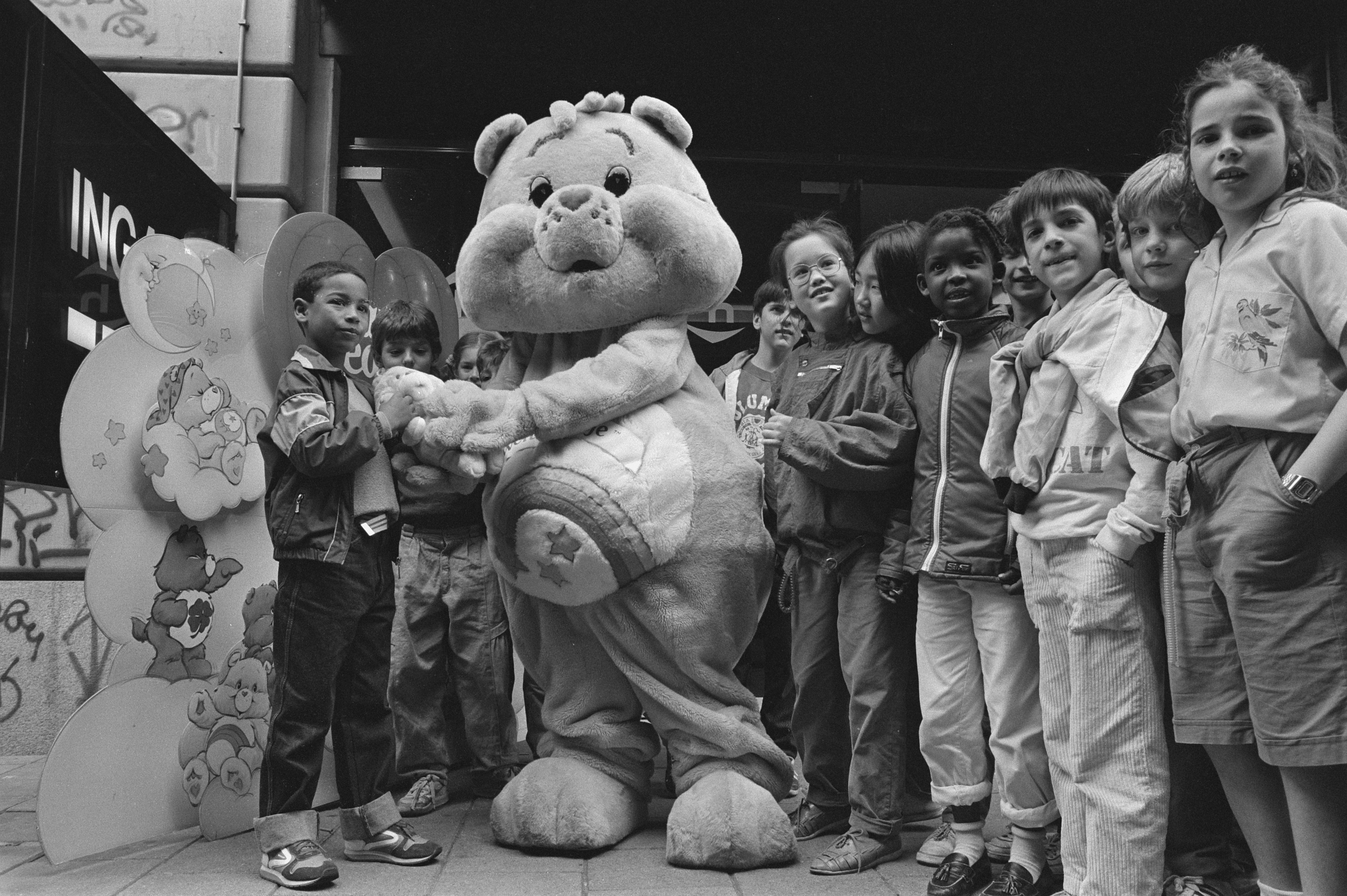
映画「ケアベアーズムービー」の10万人目の来場者へのチアベアからのプレゼント(1986年アムステルダム)
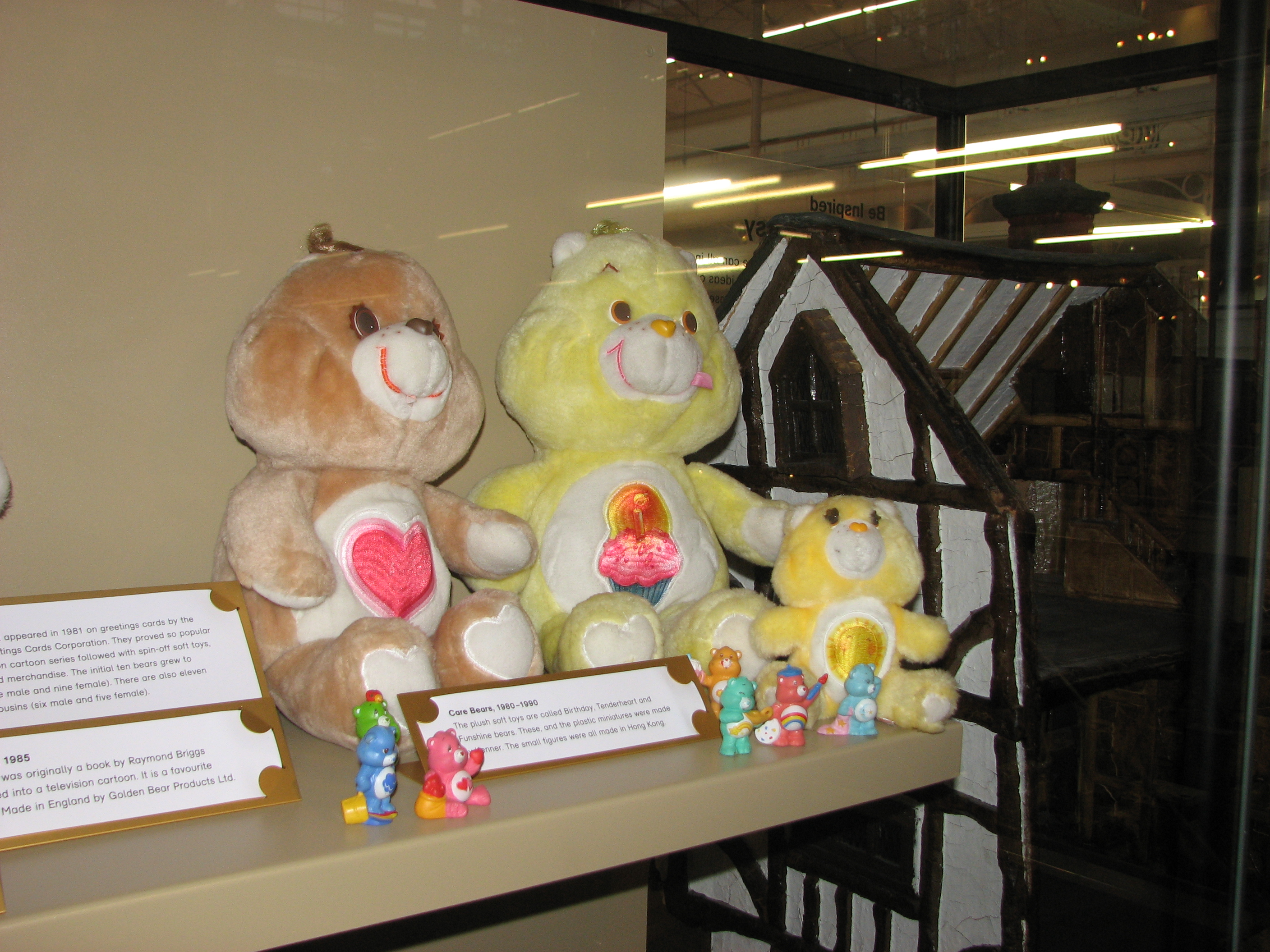
イギリスV&A子供博物館のテンダーハートベア、バースデーベア､ファンシャインベア
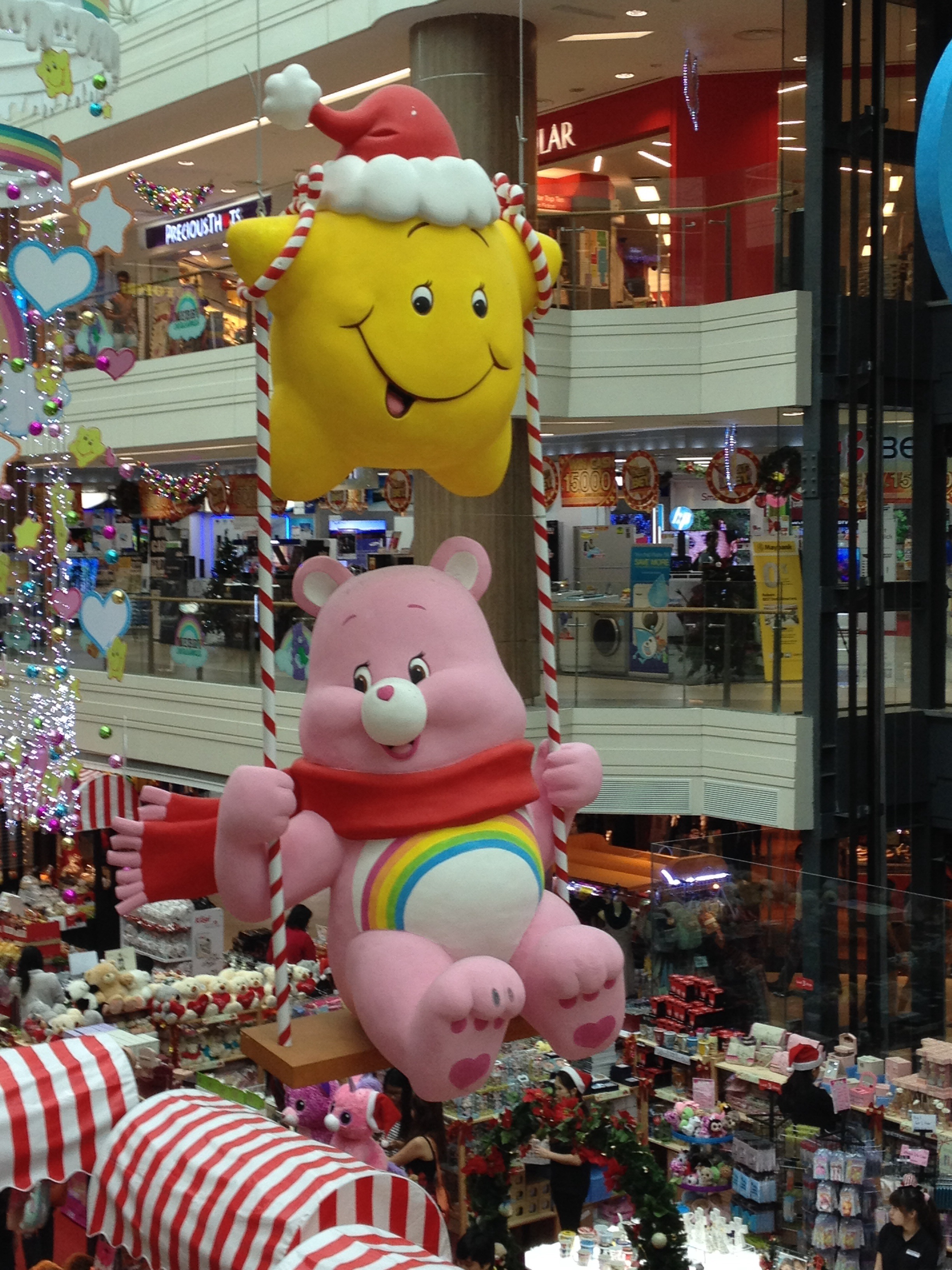
シンガポールのジャンクション8のチアベア(2013年)
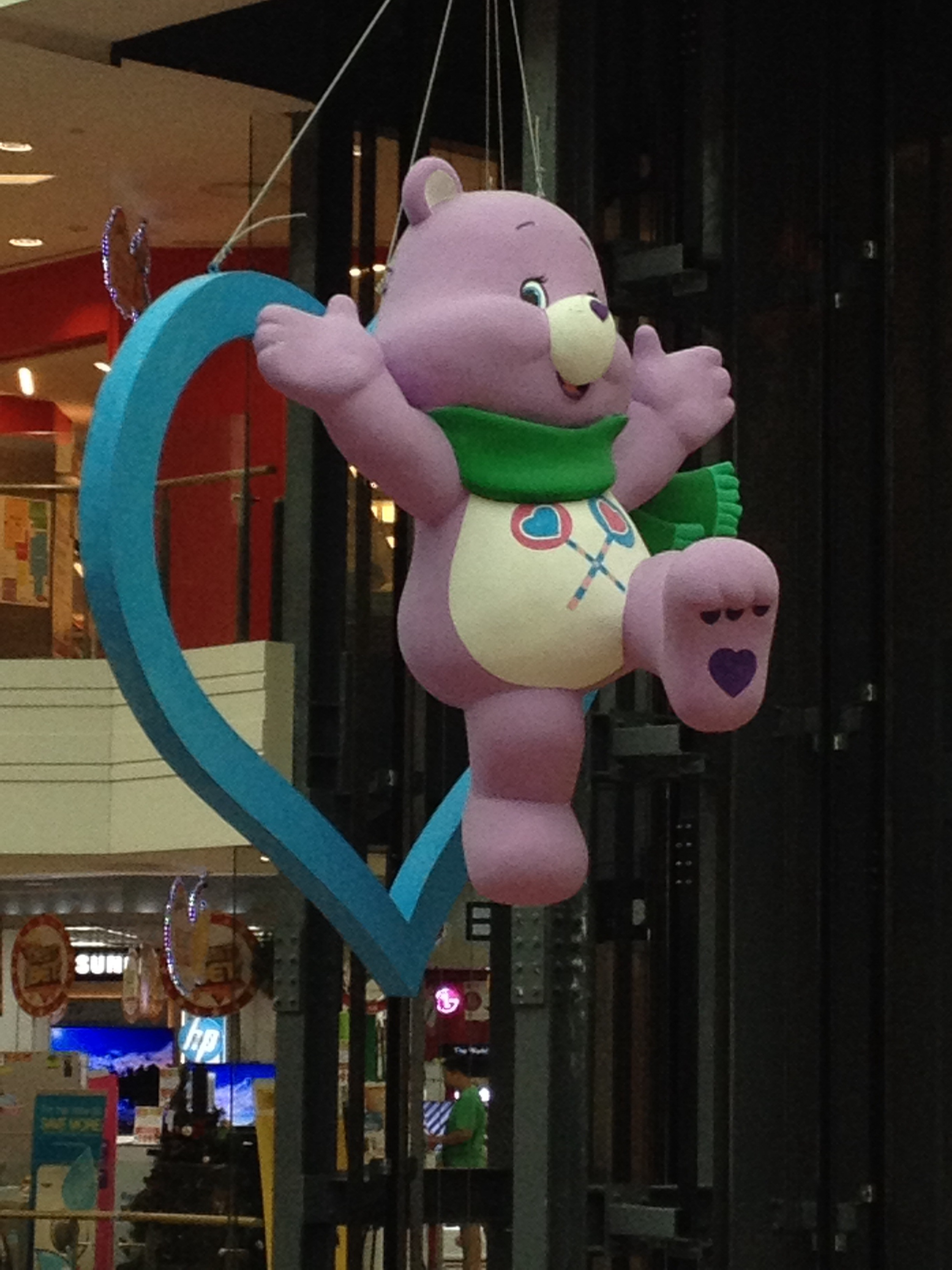
上に同じ(シェアベア)

## メディア展開

### おとぎの星のこぐまたち（Care Bears Movie II: A New Generation）
映画版第2作『Care Bears Movie II: A New Generation』』の日本語吹き替え版。ケアベア達が子供たちと協力してキャンプ場に現れた邪悪な心の化身「ダーク・ハート」と戦う物語。
アメリカ合衆国とカナダでは 1986年3月7日に劇場公開された。
日本では1990年11月21日にVHSがリリースされた。
スタッフ
- 監督：デール・ルコット（英語版）
- 制作：ネルバナ
- 音楽：パトリシア・カレン
- 脚本：ピーター・ソーダー（英語版）

日本語版スタッフ
- 翻訳：安田恵

キャスト
- ダーク・ハート/少年：ハドリー・ケイ（英語版）
- クリスティ：クリー・サマー・フランクス
- ドーン：アリソン・コート
- ジョン：マイケル・ファンティーニ
- グレート・ウィッシング・スター：

クリス・ウィギン
- キャンプチャンプ：サニー・ベセンス・ラッシャー（英語版）
- トゥルー・ハートベア：マクシーヌ・ミラー（英語版）
- ノーブル・ハートベア：パム・ハイアット（英語版）
- ブレイブ・ハート・ライオン：ダン・ヘネシー
- テンダー・ハートベア：ビリー・メイ・リチャーズ（英語版）
- フレンド・ベア：エヴァ・アルモス
- グランピー・ベア：ビリー・メイ・リチャーズ
- シェア・ベア/ファンシャイン・ベア：パトリス・ブラック
- ハーモニー・ベア：ノニー・グリフィン（英語版）
- ブライト・ハート・ラクーン：ジム・ヘンショウ（英語版）
- チアー・ベア：メレニー・ブラウン（英語版）
- ウィッシュ・ベア：ジャネット・レイン・グリーン（英語版）
- プレイフル・ハート・ベア：マーラ・ルコフスキー（英語版）
- ベッドタイム・ベア：グローリア・フィグラ

### ケアベア　ジョークタウンへの旅（Journey to Joke-a-lot）
ケアベアシリーズ長編作品『Care Bears: Journey to Joke-a-lot』は第4作目にあたる今作では初めてコンピュータアニメーションが採用され、初めてのOVAとなる。2004年10月5日に、北米とオーストラリアでOVAがライオンズゲートから販売され、同年12月と2005年5月にディズニー・チャンネルで放送された。アメリカ合衆国外でのOVAリリースはユニバーサル・スタジオが行った。日本では2004年にディズニーチャンネルで放送された。
キャスト
- ファンシャイン・ベア：ジュリー・レミュー（英語版）
- おねがいベア：ステファニー・ベアード（英語版）
- なかよしベア：キャサリン・ディッシャー（英語版）
- シェアベア：スティーブ・バランス（英語版）
- テンダーハートベア：アンドリュー・サビストン（英語版）
- グッドラックベア：スーザン・ローマン
- チアベア：サンデー・ミューズ
- グランピーベア：ロバート・ティンクラー
- ラブアロットベア：アンジェラ・マイオラーノ
- ラフアロットベア：ケイティ・グリフィン
- チャンプベア：リンダ・バランタイン
- ベッドタイムベア：スコット・マッコード
- ファニーボーン卿：エイドリアン・トラス
- ギグ：アリー・カニート
- 大公ギグル：ジェームズ・ランキン
- スクライブ：ジェイミー・ウィルソン
- フィロ：レン・カールソン
- バイデル：ニール・クローン
- クレオン：トニー・ダニエルズ（英語版）
- カンガルーの警備員：リック・ミラー
- コンピューター（PAL）：キャロリン・ラーソン

日本語版キャスト
- おもしろベア：木村亜希子
- おこりんぼベア：宮田幸季
- お願いベア：一色まゆ
- なかよしベア：櫻井浩美

### ケアベア お願いベアの願いごと!（The Care Bears' Big Wish Movie）
『The Care Bears' Big Wish Movie』は、カナダで2005年10月3日にテレビ放送された後、同年10月17日にアメリカ合衆国のディズニー・チャンネルで放送された。放送後、ライオンズゲートエンタテインメントから幼児向けOVAとしてリリースされた。なお、日本では2007年にディズニー・チャンネルで放送された。
劇中の音楽は『ケアベア　ジョークタウンへの旅』に引き続きイアン・トーマスが担当し、
演奏はピーター・カーディナリが指揮の元で行われた。また、オープニングテーマの収録にはハミルトン児童合唱団も参加した。2005年2月、ステファニー・ベアードは自身が歌った劇中歌 "I Wish"を気に入っており、かわいらしいその歌が世界中の観客に聞いてもらえるのが待ち遠しいと話した。
キャスト
- おねがいベア：ステファニー・ベアード
- なかよしベア：キャサリン・ディッシャー

日本語版キャスト
- おもしろベア：木村亜希子
- おこりんぼベア：宮田幸季
- お願いベア：一色まゆ
- おすましベア：力丸乃りこ
- なかよしベア：櫻井浩美

スタッフ
- 制作：ネルバナ
- 監督：ラリー・ジェイコブス、ロン・ピッツ
- プロデュース：シンシア・テイラー
- 音楽：イアン・トーマス（英語版）

### ケアベア ずっこけベアの大冒険（Care Bears: Oopsy Does It!）
ケアベア25周年を記念して製作された映画『ケアベア：ずっこけベアの大冒険』は、2007年8月4日にアメリカ合衆国の140の劇場で公開された。
なお、今作よりアニメーションの製作元がSDエンタテインメントに代わり、初めてネルバナ以外の会社で制作された映画作品となった。
2007年10月23日に20th Century Fox Home Entertainmentから、おもちゃのおまけがついた状態でDVDがリリースされ、2年後の1月13日にはDVD単体での販売が開始された。
キャスト
- ずっこけベア：アシュレイ・ボール
- 元気ベア：タバサ・セント・ジェルマン
- ごり押しベア：スコット・マクニール
- お願いベア：キアラ・ザンニ（英語版）

日本語版キャスト
- ずっこけベア：佐久間紅美
- 元気ベア：こおろぎさとみ
- ごり押しベア：勝杏里
- おもしろベア：木村亜希子
- おこりんぼベア：宮田幸季
- なかよしベア：櫻井浩美
- お願いベア：一色まゆ

スタッフ
- 制作：アメリカン・グリーティングス、SDエンタテインメント（英語版）
- 監督：デイヴィス・ドイ（英語版）[23]
- 脚本：ジル・ゴーリー、バーバラ・ハーンドン、トーマス・ハート
- 製作総指揮：マーガレット・ローシュ

### ケアベア　友達を助けよう（CARE BEARS TO THE RESCUE）
日本語版キャスト
- なかよしベア：櫻井浩美
- おもしろベア：木村亜希子
- おこりんぼベア：宮田幸季
- 元気ベア：こおろぎさとみ
- ずっこけベア：佐久間紅美
- お願いベア：一色まゆ

## 他作品におけるケアベア
特別番組
- 『気持ちのない土地の世話人（英語版）』 (1983)
- 『ケアベアーズ：フリーズマシンとの戦い（英語版）』 (1984)
- 『ケアベアーズくるみ割り人形スイート（英語版）』(1988)

他のメディア
- ケアベアの本のリスト（英語版）
- ケアベアのアルバムのリスト（英語版）
- ケアベアのビデオゲームのリスト（英語版）